# Кинг Конг (лик)
Кинг Конг (енгл. King Kong) је измишљено чудовиште налик на џиновску горилу, које се први пут појавило у истоименом филму из 1933. У филмовима је познат и под надимком Осмо светско чудо. Временом је постао један од најславнијих филмских икона и појављивао се у бројним наставцима, римејковима, спин-офовима, пародијама, цртаним филмовима и серијама, стриповима, видео игрицама и представама. Његова улога у филмовима варира од подивљалог чудовишта до антихероја.
1962. одмерио је снаге са Годзилом из јапанског филмског серијала и тај окршај се завршио нерешено. Лик је први пут модернизован у првом римејку из 1976, а потом и у другом из 2005, који је режирао Питер Џексон. 
Најновији филм о Кинг Конгу изашао је 2017. и носи наслов Конг: Острво лобања. Лик су тумачили различити глумци, међу којима су најпознатији Енди Серкис и Питер Кален.

## Појављивања
Кинг Конг се појавио у следећих 12 филмова из свог серијала:
- Кинг Конг (1933)
- Конгов син (1933)
- Кинг Конг против Годзиле (1962)
- Кинг Конг бежи (1967)
- Кинг Конг (1976)
- Кинг Конг живи (1986)
- Моћни Конг (1998)
- Конг: Краљ Атлантиде (2005)
- Кинг Конг (2005)
- Конг: Повратак у џунглу (2006)
- Конг: Острво лобања (2017)
- Годзила против Конга (2020)